# Rüsselsheim 122
Der spätpaläolithisch-mesolithische Fundplatz Rüsselsheim 122 beim südhessischen Rüsselsheim birgt Artefakte von Angehörigen der Federmesserkultur, bei denen es sich um Jäger und Sammler aus dem Gebiet nördlich einer Linie von Düsseldorf über Soest bis nach Erfurt handelte. Diese brachten womöglich ihre gewohnten Geräte mit, deren Ausgangsmaterial Baltischer Feuerstein nur nördlich dieser Linie zu finden war, um sie nach und nach durch Werkzeuge aus lokalen Gesteinsarten aus dem Umkreis des untersten Mains zu ersetzen. Das Mündungsgebiet dieses Flusses stellte einen günstigen, vielleicht nur wenige Wochen genutzten Jagdstandort dar. Es ließen sich zeltartige Strukturen und Feuerstellen sowie eine Arbeits-Binnenorganisation anhand der Artefaktverteilung wahrscheinlich machen.

## Entdeckung und Ausgrabung
Entdeckt wurden die beiden nur 25 m voneinander entfernten Fundkonzentrationen, aus denen Rüsselsheim 122 besteht, beim Bau der Autobahnzufahrt Rüsselsheim Mitte der Bundesautobahn 60 zwischen Rüsselsheim und Königstädten durch den Ingenieur Jürgen Hubbert und durch Stefan Flettner. 122 A wurde im November 1989, 122 B im Mai 1990 unter einer Deckschicht aus Dünensanden entdeckt. Unter Leitung von Lutz Fiedler fanden zwei Notgrabungen statt, die vier bzw. sechs Wochen andauerten. Allerdings war nur Befund A vollständig erhalten, wohingegen 30–50 % von Befund B durch den Baggerschnitt zerstört worden waren. Von Befund B war nur noch die Südhälfte erhalten. Das Grabungsareal umfasste eine Gesamtfläche von 27 m², der ganz überwiegende Teil der Funde konzentrierte sich dabei auf einer Fläche von 8 m².

## Datierung und Einordnung
Der Siedlungsplatz ließ sich über das Vorkommen von Tephra des Vulkans Laacher See, der etwa 10930 v. Chr. zuletzt ausbrach, in das Ende der Allerödzeit um 11.000 v. Chr. datieren.
Einige Hölzer und Holzkohlestücke wurden botanischen Untersuchungen unterzogen. Die Stücke stammen jedoch aus einer im nördlichen Bereich des Befundes 122 A eingetieften Grube, die wohl nicht dem Federmesser-Horizont zuzuordnen waren. Sie ließen sich auf 7.600 v. Chr. datieren.
Der Fundplatz liegt etwa 3 km südlich des heutigen Flussbettes und etwa 10 km östlich der Mündung. Die Fundschicht von A ist 30 bis 50 cm stark und liegt in einer etwa 15 cm tiefen Mulde, die Richtung Westen langsam ausläuft. Befund B befindet sich in einer immerhin 50 cm tiefen Mulde von etwa 55 % Gefälle. Die Funde lagen in und unterhalb einer Lehmschicht und bildeten einen 30 bis 50 cm starken Horizont. Der Fundplatz befindet sich auf einer Flugsanddüne im Randbereich der Niederterrasse des Mains, die sich etwa 10 m über das umliegende Bodenniveau erhebt. Die Düne gehört zu einem etwa 200 bis 300 km² großen Gebiet auf der südlichen Mainseite von seiner Mündung bis in den Raum Kelsterbach, in dem infolge der kaltzeitlichen Auswehungen der offenen Schotterflächen großflächige Flugsanddünen entstanden sind.
Zwei latente, quadratische Strukturen auf den beiden Fundkonzentrationen, die die Bezeichnungen Rüsselsheim 122 A und B erhielten, maßen etwa 4 bis 6 m². Sie bargen zahlreiche Steinartefakte; die Strukturen werden als Zelte gedeutet, möglicherweise mit an der Basis offenen Zeltwänden. Dabei war der Barriereeffekt von entscheidender Bedeutung, das heißt, die Streuung der Artefakte endet mehr oder minder schlagartig an einer nicht mehr existierenden Barriere. Ähnliches gilt für den Zentrifugaleffekt, bei dem man annimmt, dass das bloße Wegwerfen von Steinartefakten durch am Feuer sitzende Menschen dazu führt, dass größere Stücke weiter fliegen als kleinere, also die Fundstücke gewissermaßen konzentrisch um die nicht mehr existierende Feuerstelle anwachsen. Diese Feuerstellen ließen sich zudem durch Steine nachweisen, die offenkundig großer Hitze ausgesetzt waren. Sie lagen nahe dem Südeingang der Zelte. Zwecks näherer Untersuchung wurde der Fundplatz in Quadrate von 25 mal 25 cm eingeteilt, um vergleichbare statistische Daten der Verteilung zu erhalten. Angewandt wurde die Korrespondenzanalyse in Verbindung mit Isolinienkartierungen und Kriging. So ließen sich eine Öffnung nach Süden, eine zentrale Feuerstelle und bestimmte Aktivitätszonen nachweisen, wobei Form, Symmetrie, Größe, Ausrichtung und Binnenorganisation der beiden Strukturen einander genau entsprachen. Die für die Nahrungszubereitung gebrauchten Werkzeuge stammen aus lokal und regional verfügbaren Rohmaterialien. Sie könnten aus der gleichen Zeit stammen, wobei die mitgebrachten, aus ganz anderen Regionen stammenden Rohmaterialien und Geräte darauf hinweisen, dass die Erstansiedlung in Rüsselsheim A stattfand, dann erst in B und womöglich weiteren Lagern. Gegen Ende der Besiedlung, nachdem die mitgebrachten Materialien aufgebraucht waren, wurde anscheinend ein anderes, nun ein lokales, Material eingesetzt, der Keuperhornstein.

## Lithisches Inventar
In Rüsselsheim 122 A fanden sich 2426 Steinartefakte von mehr als einem Zentimeter Länge, die hauptsächlich aus Abschlägen bestehen. Klingen und Lamellen stellen die andere Hälfte der bestimmbaren Grundformen. Allerdings konnten etwa 27 % keiner bestimmten Grundform zugeordnet werden, meist weil sie zu fragmentiert waren. 262 Artefakte waren modifiziert – weder in A noch in B überschritten sie eine Länge von 4 cm – und weisen als typologische Leitformen kurze Kratzer (51 %) und Federmesser auf; Rückenstumpfungen bilden 16 %, Endretuschen 12, Stichel 8 und Bohrer 0,4 % des Inventars. Hinzu kommen Kombinationswerkzeuge (1,5 %) und Sonderformen (10 %). Schließlich fanden sich 2892 Absplisse, sowie 567 Gerölle, überwiegend aus Sandstein, Quarzit, Gangquarz. Insgesamt fanden sich also 3256 Artefakte und Gerölle.
In B fanden sich gleichfalls Projektile und Geräte, insgesamt 1772 Steinartefakte von mehr als einem Zentimeter Ausdehnung. Mehr als die Hälfte war jedoch stark fragmentiert, so dass sie sich nicht mehr bestimmten Geräteformen zuordnen ließ. Mit 43 % dominierten auch hier Kratzer, gefolgt von rückengestumpften Formen (21 %), Sticheln (19), Endretuschen (10) und Bohrern (0,7) sowie Sonderformen (6 %). Insgesamt traten 144 modifizierte Formen zu Tage, hinzu kamen 2694 Absplisse sowie 390 Gerölle.
Das lithische Inventar setzt sich also aus wenigen Sticheln und Bohrern, vor allem aber aus Kratzern, Klingen und den charakteristischen Pfeilspitzen, den sogenannten „Federmessern“ zusammen. Die Bearbeitung kam meist ohne Kernpräparation aus, indem stets Kerne von eher geringer Größe verwendet wurden. Dies erklärt, warum die Grundformen meist unregelmäßig und der Übergang von Abschlägen zu Klingen bzw. Lamellen fließend blieb.
Dabei ließen sich in 122 A siebzehn verschiedene Ausgangsstoffe unterscheiden, während in B allein 76 % des Materials im Umkreis von 20 km gewonnen worden waren, also eher lokaler Natur waren. Die Mehrzahl der Geräte aus 122 A wurde aus Kieselschiefer hergestellt, der als Flussgeröll am Lagerplatz zur Verfügung stand. Doch ließ das zerklüftete, fast bröselige Sedimentgestein eher die Herstellung kleiner, massiver Werkzeuge zu, wie etwa Kratzer. Chalcedon hingegen ist ein Material, das auch die Herstellung von grazileren und schärferen Geräten gestattete. Dieses Material, das 26 % der Steinartefakte darstellte, war jedoch nur in der Gegend des 30 km entfernten Lämmerspiel greifbar. Chalcedon diente vor allem der Herstellung von Klingen und Pfeilspitzen, ähnlich wie der Tertiärquarzit, der durch die Verkieselung tertiärer Sande entstanden war. Auch dieses Material wurde stärker genutzt als der Kieselschiefer, so dass die vier Kerne vollständig genutzt erscheinen. Es stellt 26 % der modifizierten Formen und 18 % der Geräte. Diese drei Rohmaterialien bildeten für zwei Drittel der Geräte den Ausgangsstoff, allein ein Drittel bestand aus Kieselschiefer. Mit 41 Kernen stellt es mehr als die Hälfte der vorhandenen Kernsteine und 27 % der modifizierten Formen. Von den Geröllen sind lediglich elf bearbeitet, die übrigen weisen nur Versuchsschläge auf. Weitere sechs Ausgangsmaterialien dominieren die übrigen Artefakte: Quarz (in nur zwei verarbeiteten Knollen), Hornstein und Diorit (124 Artefakte) bilden das lokale Rohmaterial, ortsfremde Materialien sind Feuerstein, Keratophyr (ein sehr feinkörniges und feingeschichtetes Rohmaterial vulkanischen Ursprungs und hellbraun-beiger Färbung, das in B fehlt) und grauer Tuff von poröser, fein geschichteter Struktur, der nur für die Herstellung von Kratzern geeignet war. In B tritt, im Gegensatz zu A, wo das Material fehlt, ganz massiv Keuperhornstein auf (19 %), der aus dem Main stammte.
In B, das ja unvollständig ist, ließ sich Kieselschiefer mit 47 Abbaukernen nachweisen, von denen nur 10 vollständig bearbeitet wurden. Auch den größten Teil an Zusammenpassungen – 14 Zusammenpassungskomplexe mit 39 Stücken – bot dieses Material. Chalcedon und Tertiärquarzit kamen mit Anteilen von 11,1 und 4 % am Gesamtvolumen vor. Chalcedon stellt hier allerdings nur 5,6 % der modifizierten Formen. Tertiärquarzit ist noch seltener, doch zeigt sein hoher Anteil an Modifikationen, der bei 16,7 % lag, dass dieses Rohmaterial auf dieselbe Art und Weise genutzt wurde wie in Konzentration A.
Ein Teil der Steine stammte aus dem Gebiet von Vogelsberg oder Eifel, also aus etwa 60 km Entfernung. Indikator für die Herkunft der Jäger ist ein Feuerstein, der zu einem regionalen „Werkzeug-Set“ gehört, das die Jäger-Sammlergruppe während ihrer Wanderbewegung mit sich führte und nicht erst vor Ort gewann. Diese Geräte bestehen aus „baltischem Feuerstein“, einem Rohstoff, der aus den Gebieten der südlichen Gletscherausläufer stammte, die um ca. 20.000 v. Chr. von der Ostsee aus bis in den Raum Düsseldorf vorgedrungen waren. Auch die kurzen Kratzer sind typisch für die Federmessergruppen. Der Feuerstein weist neun Varietäten auf. Varietät 1 ähnelt aufgrund von Farbe, Opazität und Rindengestaltung dem westeuropäischen Maasschotterfeuerstein. Varietät 2 entspricht in diesen Hinsichten sowie der Art von Fossilien (Bryozoen) und Einschlüssen dem Baltischen Feuerstein. Ein womöglich heute nicht mehr bekanntes primäres Feuersteinvorkommen im Rhein-Main-Gebiet ist als Herkunftsort aufgrund der an allen Feuersteinen anzutreffenden Geröllrinde auszuschließen, nach der die Knollen aus Flussschottern stammen müssen. Feuerstein kommt jedoch in den Schottern des Mains nicht vor, ebenso wenig wie im Oberrhein. Maasschotter-Feuerstein findet seine südlichste Verbreitung am Nordrand der Eifel, während der Baltische Feuerstein bis zur Südgrenze des Eisvorstoßes der Saale-Kaltzeit, also ungefähr entlang der Linie Düsseldorf – Soest – Erfurt vorkommt.
Die beiden Zelte standen in einem vor 13.000 Jahren jagdstrategisch günstigen Gebiet, denn das Mündungsgebiet des Mains bestand aus zahlreichen Seitenarmen, die eine bis zu 5 km breite Flussterrasse schufen. Dieses verbreiterte sich von 400 m auf der Höhe von Kelsterbach bis auf 5 km an der Flussmündung. Für Tierherden bot sich damit ein System von relativ wasserarmen Furten, die die Überquerung des Gewässersystems gestatteten.